# Katholieke Universiteit van Korea

Logo

Katholieke Universiteit van Korea is een rooms-katholieke universiteit in de Zuid-Koreaanse hoofdstad Seoel en de naburige stad Bucheon. Het is een private universiteit en staat bekend als een prestigieuze universiteit. De geneeskundefaculteit van de universiteit staat in de top drie van beste medische scholen van Zuid-Korea. Tegenwoordig wordt een beleid uitgevoerd waarbij Engels meer als onderwijstaal terugkomt in studievakken.
De universiteit ontstond in 1990 door een fusie van het Catholic College en het Songsim Women's College. Beide colleges werden opgericht door katholieke missies.
Bij de QS World University Rankings stond de universiteit op de 89e plaats van Aziatische universiteiten.